# Crematogaster recurva
Crematogaster recurva är en myrart som beskrevs av Carlo Emery 1897. Crematogaster recurva ingår i släktet Crematogaster och familjen myror. Inga underarter finns listade i Catalogue of Life.